# Acalypha madreporica
Acalypha madreporica é uma espécie de flor do gênero Acalypha, pertencente à família Euphorbiaceae.